# ラクリメ―ダウランドの歌曲の投影
『ラクリメ―ダウランドの歌曲への投影』（英: Lachrymae - Reflections on a song of John Dowland）作品48は、20世紀イギリスの作曲家ベンジャミン・ブリテンが1950年に作曲した、ヴィオラとピアノのための作品である。また、それを1976年にヴィオラと弦楽合奏用に編曲した版（作品48a）もある。演奏時間は約16分半である。

## 概要
この作品は、当時の代表的な名ヴィオラ奏者ウィリアム・プリムローズのため、1950年4月にオールドバラにて作曲され、同年のオールドバラ音楽祭にて初演された。その後、同じくイギリスの名ヴィオラ奏者セシル・アロノヴィッツの依頼によってヴィオラと弦楽合奏用に編曲され、ブリテン最晩年の1976年2月に完成した。

## 編成
- 作品48 - ヴィオラとピアノ
- 作品48a - ヴィオラと弦楽合奏

## 構成
副題にもある通り、この作品はバロック時代のイングランドの作曲家ジョン・ダウランドのリュート歌曲集第1巻に含まれるエア「If my complaints could passions move」の主題に基づく変奏曲となっている。作品は単一楽章となっており、序奏、10の変奏とコーダから成り立っている。また第6変奏ではダウランドの有名なラクリメ「流れよ、我が涙」の旋律が引用されている。